# 침

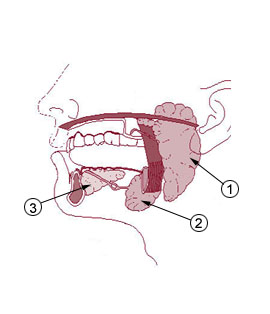
①귀밑샘 ②턱밑샘 ③혀밑샘

침 또는 타액(영어: Saliva)은 침샘으로부터 입 안으로 분비되는 분비액이다. 침샘은 크게 두 가지로 나뉘는데, 큰 침샘과 작은 침샘으로 나뉜다. 큰 침샘은 대타액선(大唾液腺) 또는 주타액선(主唾液腺)이라고 불리며, 해부학적으로 가장 크기가 큰 ①귀밑샘(Parotid Gland), 중간 크기인 ② 턱밑샘(Submandibular Gland) 그리고 가장 크기가 작은 ③ 혀밑샘(Sublingual Gland)이 있다. 작은 침샘은 소타액선(小唾液腺)이라고 불리며, 입술, 혀, 입천장, 볼, 목 점막 등 약 600여 군데에 분포되어 있으며, 육안으로는 식별할 수가 없을 정도로 작다.
침의 성분은 99% 이상이 물(수분:水分)이며, 1%도 안 되는 성분에는 구강 건강에 매우 중요한 역할을 하는 다양한 전해질 (나트륨, 칼륨, 칼슘, 염화물, 마그네슘, 중탄산염, 인산염)과 단백질, 다양한 효소, 여러 종류의 면역글로불린, 항균 물질(antimicrobial factors), 점막 당단백질, 극소량의 알부민, 몇 종류의 폴리펩타이드와 올리고펩타이드 등이 있다.
건강한 성인에게서 생산되는 침의 양은 하루에 약 1~1.5L정도다. 침샘은 혈관에 흐르는 혈액에서 필요한 성분을 추출하여 침으로 변환하는데, 변환시에 걸리는 시간은 매우 짧다.

## 침의 일일 생성량
전문가들은 건강한 사람이 생산하는 침의 양에 대해 논쟁을 벌인다. 생성량은 하루 1500ml로 추산되며 연구자들은 일반적으로 수면 중에 그 양이 크게 줄어든다는 점을 인정한다. 인간의 경우 턱밑샘은 분비물의 약 70~75%를 담당하고 이하선은 약 20~25%를 분비한다. 다른 침샘에서는 소량이 분비된다.

## 기능
침은 음식의 소화와 구강 위생 유지에 기여한다. 침이 정상 기능하지 않으면 충치, 잇몸 질환(치은염 및 치주염) 및 기타 구강 문제의 빈도가 크게 증가한다. 침은 세균성 병원체의 성장을 제한하고 예방을 통해 전신 및 구강 건강을 유지하는 주요 요소이다. 충치 예방 및 설탕과 기타 미생물의 먹이원 제거를 해준다.

## 생성
침의 생성은 교감신경계와 부교감신경계에 의해 자극된다. 교감 신경 분포에 의해 자극된 침은 더 진하고, 부교감 신경 분포에 의해 자극된 침은 더 유동적이다.
침의 교감신경 자극은 호흡을 촉진시키는 것이고, 부교감신경 자극은 소화를 촉진시키는 것이다.
부교감 신경 자극은 타액 선조 세포로 아세틸콜린(ACh) 방출을 유도한다. ACh는 무스카린성 수용체, 특히 M3에 결합하여 IP3/DAG 2차 전달 시스템을 통해 세포내 칼슘 이온 농도를 증가시킨다. 칼슘이 증가하면 세포 내의 소포가 정점 세포막과 융합되어 분비된다. ACh는 또한 침샘에서 키니노겐을 리실-브라디키닌으로 전환시키는 효소인 칼리크레인을 방출하게 한다. 리실-브라디키닌은 침샘의 혈관과 모세혈관에 작용하여 각각 혈관 확장과 모세혈관 투과성을 증가시킨다. 그 결과 아시니로의 혈류가 증가하여 더 많은 침이 생성된다. 또한 물질 P는 타키키닌 NK-1 수용체에 결합하여 세포 내 칼슘 농도를 증가시키고 결과적으로 침 분비를 증가시킬 수 있다. 마지막으로, 부교감 신경과 교감 신경 자극 모두 근상피 수축을 유발하여 분비샘에서 분비물이 관으로, 결국 구강으로 배출되도록 할 수 있다.
교감신경 자극으로 인해 노르에피네프린이 분비된다. α-아드레날린 수용체에 노르에피네프린이 결합하면 세포 내 칼슘 수준이 증가하여 체액 대 단백질 분비가 더 많아진다. 노르에피네프린이 β-아드레날린 수용체에 결합하면 체액 분비에 비해 단백질이나 효소 분비가 더 많이 발생한다. 노르에피네프린에 의한 자극은 처음에는 혈관 수축으로 인해 침샘으로의 혈류를 감소시키지만, 이 효과는 다양한 국소 혈관 확장제에 의한 혈관 확장에 의해 압도된다.
침 생성은 소위 시알라고그에 의해 약리학적으로 자극될 수도 있다. 이는 소위 항시알통제에 의해 억제될 수도 있다.

## 같이 보기
- 침뱉기